# Conjunto polar
En análisis funcional y de convexidad, y en otras disciplinas matemáticas relacionadas, un conjunto polar {\displaystyle A^{\circ }} es un conjunto convexo especial asociado a cualquier subconjunto {\displaystyle A} de un espacio vectorial {\displaystyle X,} que se encuentra en su espacio dual {\displaystyle X^{\prime }.}
El bipolar de un subconjunto es el polar de {\displaystyle A^{\circ },} pero se encuentra en {\displaystyle X} (no en {\displaystyle X^{\prime \prime }}).

## Definiciones
Hay al menos tres definiciones posibles de un conjunto polar, que se originan en la geometría proyectiva y el análisis convexo.
En cada caso, la definición describe una dualidad entre ciertos subconjuntos de un emparejamiento de espacios vectoriales {\displaystyle \langle X,Y\rangle } sobre los números reales o complejos ({\displaystyle X} e {\displaystyle Y} son a menudo espacios vectoriales topológicos (EVTs)).
Si {\displaystyle X} es un espacio vectorial sobre el cuerpo {\displaystyle \mathbb {K} }, entonces, a menos que se indique lo contrario, {\displaystyle Y} generalmente, pero no siempre, será algún espacio vectorial de funcionales lineales en {\displaystyle X} y el emparejamiento dual {\displaystyle \langle \cdot ,\cdot \rangle :X\times Y\to \mathbb {K} } será la aplicación de evaluación bilineal (en un punto) definida por
{\displaystyle \langle x,f\rangle :=f(x).}
Si {\displaystyle X} es un espacio vectorial topológico, entonces el espacio {\displaystyle Y} normalmente, aunque no siempre, será el espacio dual de {\displaystyle X,} en cuyo caso el emparejamiento dual volverá a ser la aplicación de evaluación.
Denótese la bola cerrada de radio {\displaystyle r\geq 0} centrada en el origen en el cuerpo escalar subyacente {\displaystyle \mathbb {K} } de {\displaystyle X} por
{\displaystyle B_{r}:=B_{r}^{\mathbb {K} }:=\{s\in \mathbb {K} :|s|\leq r\}.}

### Definición analítica funcional

#### Polar absoluto
Supóngase que {\displaystyle \langle X,Y\rangle } es un emparejamiento.
El polar o polar absoluto de un subconjunto {\displaystyle A} de {\displaystyle X} es el conjunto:
{\displaystyle {\begin{alignedat}{4}A^{\circ }:=&\left\{y\in Y~:~\sup _{a\in A}|\langle a,y\rangle |\leq 1\right\}~~~~&&\\[0.7ex]=&\left\{y\in Y~:~\sup |\langle A,y\rangle |\leq 1\right\}~~~~&&{\text{ donde }}|\langle A,y\rangle |:=\{|\langle a,y\rangle |:a\in A\}\\[0.7ex]=&\left\{y\in Y~:~\langle A,y\rangle \subseteq B_{1}\right\}~~~~&&{\text{ donde }}B_{1}:=\{s\in \mathbb {K} :|s|\leq 1\}.\\[0.7ex]\end{alignedat}}}
donde {\displaystyle \langle A,y\rangle :=\{\langle a,y\rangle :a\in A\}} denota la imagen del conjunto {\displaystyle A} bajo la aplicación {\displaystyle \langle \cdot ,y\rangle :X\to \mathbb {K} } definida por {\displaystyle x\mapsto \langle x,y\rangle .}
Si {\displaystyle \operatorname {cobal} A} denota el conjunto absolutamente convexo de {\displaystyle A,} que, por definición, es el subconjunto de {\displaystyle X} convexo y equilibrado más pequeño que contiene a {\displaystyle A,} entonces {\displaystyle A^{\circ }=[\operatorname {cobal} A]^{\circ }.}
Esta es una transformación afín de la definición geométrica, que tiene la útil caracterización de que el polar analítico funcional de la bola unitaria (en {\displaystyle X}) es precisamente la bola unitaria (en {\displaystyle Y}).
El prepolar o prepolar absoluto de un subconjunto {\displaystyle B} de {\displaystyle Y} es el conjunto:
{\displaystyle {}^{\circ }B:=\left\{x\in X~:~\sup _{b\in B}|\langle x,b\rangle |\leq 1\right\}=\{x\in X~:~\sup |\langle x,B\rangle |\leq 1\}}
Muy a menudo, el prepolar de un subconjunto {\displaystyle B} de {\displaystyle Y} también se denomina polar o polar absoluto de {\displaystyle B} y se denota por {\displaystyle B^{\circ }};
en la práctica, esta reutilización de la notación y de la palabra "polar" rara vez causa problemas (de ambigüedad) y muchos autores ni siquiera utilizan la palabra "prepolar".
El 'bipolar de un subconjunto {\displaystyle A} de {\displaystyle X,} a menudo denotado por {\displaystyle A^{\circ \circ },} es el conjunto {\displaystyle {}^{\circ }\left(A^{\circ }\right)};
eso es,
{\displaystyle A^{\circ \circ }:={}^{\circ }\left(A^{\circ }\right)=\left\{x\in X~:~\sup _{y\in A^{\circ }}|\langle x,y\rangle |\leq 1\right\}.}

#### Polar real
El polar real de un subconjunto {\displaystyle A} de {\displaystyle X} es el conjunto:
{\displaystyle A^{r}:=\left\{y\in Y~:~\sup _{a\in A}\operatorname {Re} \langle a,y\rangle \leq 1\right\}}
y el prepolar real de un subconjunto {\displaystyle B} de {\displaystyle Y} es el conjunto:
{\displaystyle {}^{r}B:=\left\{x\in X~:~\sup _{b\in B}\operatorname {Re} \langle x,b\rangle \leq 1\right\}.}
Al igual que con el prepolar absoluto, el prepolar real generalmente se llama "polar real" y también se denota por {\displaystyle B^{r}.}.
Es importante señalar que algunos autores (por ejemplo, [Schaefer 1999]) definen "polar" como "polar real" (en lugar de "polar absoluto", como se hace en este artículo) y utilizan la notación {\displaystyle A^{\circ }} para ello (en lugar de la notación {\displaystyle A^{r}} que se utiliza en este artículo y en [Narici 2011]).
El bipolar real de un subconjunto {\displaystyle A} de {\displaystyle X,} denotado a veces por {\displaystyle A^{rr},} es el conjunto {\displaystyle {}^{r}\left(A^{r}\right)};
que es igual al cierre {\displaystyle \sigma (X,Y)} de la envolvente convexa de {\displaystyle A\cup \{0\}.}
Para un subconjunto {\displaystyle A} de {\displaystyle X,} {\displaystyle A^{r}} es convexo, {\displaystyle \sigma (Y,X)} cerrado y contiene a {\displaystyle A^{\circ }.}
En general, es posible que {\displaystyle A^{\circ }\neq A^{r}}, pero la igualdad se mantendrá si {\displaystyle A} es equilibrado.
Además, {\displaystyle A^{\circ }=\left(\operatorname {bal} \left(A^{r}\right)\right)} donde {\displaystyle \operatorname {bal} \left(A^{r}\right)} denota la envolvente equilibrada de {\displaystyle A^{r}.}

#### Definiciones posibles
La definición de "polar" de un conjunto no está universalmente aceptada.
Aunque en este artículo se definió "polar" como "polar absoluto", algunos autores definen "polar" como "polar real" y otros autores utilizan otras definiciones.
No importa cómo un autor defina "polar", la notación {\displaystyle A^{\circ }} casi siempre representa su elección de la definición (por lo que el significado de la notación {\displaystyle A^{\circ }} puede variar de una fuente a otra).
En particular, la polar de {\displaystyle A} a veces se define como:
{\displaystyle A^{|r|}:=\left\{y\in Y~:~\sup _{a\in A}|\operatorname {Re} \langle a,y\rangle |\leq 1\right\}}
donde la notación es {\displaystyle A^{|r|}} no es la notación estándar.
Ahora se discute brevemente cómo se relacionan estas diversas definiciones entre sí y cuándo son equivalentes.
Siempre se considera el caso de que
{\displaystyle A^{\circ }~\subseteq ~A^{|r|}~\subseteq ~A^{r}}
y si {\displaystyle \langle \cdot ,\cdot \rangle } tiene un valor real (o de manera equivalente, si {\displaystyle X} e {\displaystyle Y} son espacios vectoriales sobre {\displaystyle \mathbb {R} }), entonces {\displaystyle A^{\circ }=A^{|r|}.}
Si {\displaystyle A} es un conjunto simétrico (es decir, {\displaystyle -A=A} o equivalentemente, {\displaystyle -A\subseteq A}), entonces {\displaystyle A^{|r|}=A^{r}}, donde si además {\displaystyle \langle \cdot ,\cdot \rangle } tiene un valor real, entonces {\displaystyle A^{\circ }=A^{|r|}=A^{r}.}
Si {\displaystyle X} e {\displaystyle Y} son espacios vectoriales sobre {\displaystyle \mathbb {C} } (de modo que {\displaystyle \langle \cdot ,\cdot \rangle } tiene valores complejos) y si {\displaystyle iA\subseteq A} (donde debe tenerse en cuenta que esto implica {\displaystyle -A=A} y {\displaystyle iA=A}), entonces
{\displaystyle A^{\circ }\subseteq A^{|r|}=A^{r}\subseteq \left({\tfrac {1}{\sqrt {2}}}A\right)^{\circ }}
donde si además {\displaystyle e^{ir}A\subseteq A} para todos los {\displaystyle r} reales, entonces {\displaystyle A^{\circ }=A^{r}.}
Por lo tanto, para que todas estas definiciones del conjunto polar de {\displaystyle A} concuerden, es suficiente que {\displaystyle sA\subseteq A} para todos los escalares {\displaystyle s} de longitud unidad (donde esto es equivalente a que {\displaystyle sA=A} para todos los escalares de longitud unitaria {\displaystyle s}).
En particular, todas las definiciones del polar de {\displaystyle A} coinciden cuando {\displaystyle A} es un conjunto equilibrado (que suele ser el caso, pero no siempre), por lo que a menudo cuál de estas posibles definiciones se utiliza es irrelevante. Sin embargo, estas diferencias en las definiciones del "polar" de un conjunto {\displaystyle A} a veces introducen diferencias técnicas sutiles o importantes cuando {\displaystyle A} no está necesariamente equilibrado.

#### Especialización para la dualidad canónica
Espacio dual algebraico
Si {\displaystyle X} es cualquier espacio vectorial, entonces {\displaystyle X^{\#}} denota el espacio dual de {\displaystyle X,} que es el conjunto de todos los funcionales lineales en {\displaystyle X.} El espacio vectorial {\displaystyle X^{\#}} es siempre un subconjunto cerrado del espacio {\displaystyle \mathbb {K} ^{X}} de todas las funciones valoradas en {\displaystyle \mathbb {K} } en {\displaystyle X} bajo la topología de convergencia puntual. Entonces, cuando {\displaystyle X^{\#}} está dotado de la topología subespacial, {\displaystyle X^{\#}} se convierte en un espacio vectorial topológico (EVT) localmente convexo completo de Hausdorff.
Para cualquier subconjunto {\displaystyle A\subseteq X,} considérese que
{\displaystyle {\begin{alignedat}{4}A^{\#}:=A^{\circ ,\#}:=&\left\{f\in X^{\#}~:~\sup _{a\in A}|f(a)|\leq 1\right\}&&\\[0.7ex]=&\left\{f\in X^{\#}~:~\sup |f(A)|\leq 1\right\}~~~~&&{\text{ donde }}|f(A)|:=\{|f(a)|:a\in A\}\\[0.7ex]=&\left\{f\in X^{\#}~:~f(A)\subseteq B_{1}\right\}~~~&&{\text{ donde }}B_{1}:=\{s\in \mathbb {K} :|s|\leq 1\}.\\[0.7ex]\end{alignedat}}}
Si {\displaystyle A\subseteq B\subseteq X} son subconjuntos, entonces {\displaystyle B^{\#}\subseteq A^{\#}} y {\displaystyle A^{\#}=[\operatorname {cobal} A]^{\#},} donde {\displaystyle \operatorname {cobal} A} denota el conjunto absolutamente convexo de {\displaystyle A.}
Para cualquier subespacio vectorial de dimensión finita {\displaystyle Y} de {\displaystyle X,} denótese por {\displaystyle \tau _{Y}} la topología euclídea en {\displaystyle Y,} que es la topología única que convierte a {\displaystyle Y} en un espacio vectorial topológico (EVT) de Hausdorff.
Si {\displaystyle A_{\cup \operatorname {cl} \operatorname {Finito} }} denota la unión de todas las clausuras, {\displaystyle \operatorname {cl} _{\left(Y,\tau _{Y}\right)}(Y\cap A)} ya que {\displaystyle Y} varía en todos los subespacios vectoriales de dimensión finita de {\displaystyle X,} entonces {\displaystyle A^{\#}=\left[A_{\cup \operatorname {cl} \operatorname {Finito} }\right]^{\#}} (consúltese esta nota al pie
para una explicación).
Si {\displaystyle A} es un subconjunto absorbente de {\displaystyle X}, entonces, según el teorema de Banach-Alaoglu, {\displaystyle A^{\#}} es un subconjunto compacto *débil de {\displaystyle X^{\#}.}
Si {\displaystyle A\subseteq X} es cualquier subconjunto no vacío de un espacio vectorial {\displaystyle X} y si {\displaystyle Y} es cualquier espacio vectorial de funcionales lineales en {\displaystyle X} (es decir, un subespacio vectorial de espacios duales de {\displaystyle X}), entonces la aplicación de valores reales
{\displaystyle |\,\cdot \,|_{A}\;:\,Y\,\to \,\mathbb {R} }      definido por      {\displaystyle \left|x^{\prime }\right|_{A}~:=~\sup \left|x^{\prime }(A)\right|~:=~\sup _{a\in A}\left|x^{\prime }(a)\right|}
es una seminorma en {\displaystyle Y.} Si {\displaystyle A=\varnothing } entonces, por definición de elemento supremo e ínfimo, {\displaystyle \,\sup \left|x^{\prime }(A)\right|=-\infty \,} de modo que la aplicación {\displaystyle \,|\,\cdot \,|_{\varnothing }=-\infty \,} definido anteriormente no tendría valor real y, en consecuencia, no sería una seminorma.
Espacio dual continuo
Supóngase que {\displaystyle X} es un espacio vectorial topológico (EVT) con espacio dual {\displaystyle X^{\prime }.}
El caso especial importante donde {\displaystyle Y:=X^{\prime }} y los corchetes representan la aplicación canónica:
{\displaystyle \left\langle x,x^{\prime }\right\rangle :=x^{\prime }(x)}
se considera ahora.
El triplete formado por {\displaystyle \left\langle X,X^{\prime }\right\rangle } asociado con {\displaystyle X} es el llamado emparejamiento canónico.
La polar de un subconjunto {\displaystyle A\subseteq X} con respecto a este emparejamiento canónico es:
{\displaystyle {\begin{alignedat}{4}A^{\circ }:=&\left\{x^{\prime }\in X^{\prime }~:~\sup _{a\in A}\left|x^{\prime }(a)\right|\leq 1\right\}~~~~&&{\text{ porque }}\left\langle a,x^{\prime }\right\rangle :=x^{\prime }(a)\\[0.7ex]=&\left\{x^{\prime }\in X^{\prime }~:~\sup \left|x^{\prime }(A)\right|\leq 1\right\}~~~~&&{\text{ donde }}\left|x^{\prime }(A)\right|:=\left\{\left|x^{\prime }(a)\right|:a\in A\right\}\\[0.7ex]=&\left\{x^{\prime }\in X^{\prime }~:~x^{\prime }(A)\subseteq B_{1}\right\}~~~~&&{\text{ donde }}B_{1}:=\{s\in \mathbb {K} :|s|\leq 1\}.\\[0.7ex]\end{alignedat}}}
Para cualquier subconjunto {\displaystyle A\subseteq X,} {\displaystyle A^{\circ }=\left[\operatorname {cl} _{X}A\right]^{\circ }} donde {\displaystyle \operatorname {cl} _{X}A} denota la clausura de {\displaystyle A} en {\displaystyle X.}
El teorema de Banach-Alaoglu establece que si {\displaystyle A\subseteq X} es un entorno del origen en {\displaystyle X}, entonces {\displaystyle A^{\circ }=A^{\#}} y este conjunto polar es un subconjunto compacto del espacio dual continuo {\displaystyle X^{\prime }} cuando {\displaystyle X^{\prime }} está dotado de topología *débil (también conocida como topología de convergencia puntual).
Si {\displaystyle A} satisface {\displaystyle sA\subseteq A} para todos los escalares {\displaystyle s} de longitud unitaria, entonces se pueden reemplazar los signos de valor absoluto por {\displaystyle \operatorname {Re} } (el operador de parte real) de modo que:
{\displaystyle {\begin{alignedat}{4}A^{\circ }=A^{r}:=&\left\{x^{\prime }\in X^{\prime }~:~\sup _{a\in A}\operatorname {Re} x^{\prime }(a)\leq 1\right\}\\[0.7ex]=&\left\{x^{\prime }\in X^{\prime }~:~\sup \operatorname {Re} x^{\prime }(A)\leq 1\right\}.\\[0.7ex]\end{alignedat}}}
El prepolar de un subconjunto {\displaystyle B} de {\displaystyle Y=X^{\prime }} es:
{\displaystyle {}^{\circ }B:=\left\{x\in X~:~\sup _{b^{\prime }\in B}\left|b^{\prime }(x)\right|\leq 1\right\}=\{x\in X:\sup |B(x)|\leq 1\}}
Si {\displaystyle B} satisface {\displaystyle sB\subseteq B} para todos los escalares {\displaystyle s} de longitud unitaria, entonces se pueden reemplazar los signos de valor absoluto con {\displaystyle \operatorname {Re} } de modo que:
{\displaystyle {}^{\circ }B=\left\{x\in X~:~\sup _{b^{\prime }\in B}\operatorname {Re} b^{\prime }(x)\leq 1\right\}=\{x\in X~:~\sup \operatorname {Re} B(x)\leq 1\}}
donde {\displaystyle B(x):=\left\{b^{\prime }(x)~:~b^{\prime }\in B\right\}.}
El teorema bipolar caracteriza el bipolar de un subconjunto de un espacio vectorial topológico.
Si {\displaystyle X} es un espacio normado y {\displaystyle S} es la bola unitaria abierta o cerrada en {\displaystyle X} (o incluso cualquier subconjunto de la bola unitaria cerrada que contiene la bola unitaria abierta), entonces {\displaystyle S^{\circ }} es la bola unitaria cerrada en el espacio dual continuo {\displaystyle X^{\prime }} cuando {\displaystyle X^{\prime }} dotado de su norma dual canónica.

### Definición geométrica de los conos
El cono polar de un cono convexo {\displaystyle A\subseteq X} es el conjunto
{\displaystyle A^{\circ }:=\left\{y\in Y~:~\sup _{x\in A}\langle x,y\rangle \leq 0\right\}}
Esta definición da una dualidad en puntos e hiperplanos, escribiéndose estos últimos como la intersección de dos semiespacios orientados de manera opuesta.
El hiperplano polar de un punto {\displaystyle x\in X} es el lugar geométrico {\displaystyle \{y~:~\langle y,x\rangle =0\}}. La relación dual para un hiperplano produce el punto polar de ese hiperplano.
Algunos autores (confusamente) llaman a un cono dual cono polar, y en este artículo no se sigue esta convención.

## Propiedades
A menos que se indique lo contrario, {\displaystyle \langle X,Y\rangle } será un emparejamiento.
La topología {\displaystyle \sigma (Y,X)} es una topología *débil en {\displaystyle Y}, mientras que {\displaystyle \sigma (X,Y)} es una topología débil en {\displaystyle X.}
Para cualquier conjunto {\displaystyle A,} {\displaystyle A^{r}} denota el polar real de {\displaystyle A} y {\displaystyle A^{\circ }} denota el polar absoluto de {\displaystyle A.}
El término "polar" se referirá al polar absoluto.
- El polar (absoluto) de un conjunto es convexo y equilibrado.[5]
- El polar real {\displaystyle A^{r}} de un subconjunto {\displaystyle A} de {\displaystyle X} es convexo pero no necesariamente está equilibrado; {\displaystyle A^{r}} estará equilibrado si {\displaystyle A} está equilibrado.[6]
- Si {\displaystyle sA\subseteq A} para todos los escalares {\displaystyle s} de longitud unidad, entonces {\displaystyle A^{\circ }=A^{r}.}
- {\displaystyle A^{\circ }} es cerrado en {\displaystyle Y} bajo una topología *débil en {\displaystyle Y}.[3]
- Un subconjunto {\displaystyle S} de {\displaystyle X} está débilmente acotado (es decir, acotado por {\displaystyle \sigma (X,Y)}) si y solo si {\displaystyle S^{\circ }} es absorbente en {\displaystyle Y}.[2]
- Para un emparejamiento dual {\displaystyle \langle X,X^{\prime }\rangle ,} donde {\displaystyle X} es un EVT y {\displaystyle X^{\prime }} es su espacio dual continuo, si {\displaystyle B\subseteq X} está acotado entonces {\displaystyle B^{\circ }} es absorbente en {\displaystyle X^{\prime }.}[5] Si {\displaystyle X} es localmente convexo y {\displaystyle B^{\circ }} es absorbente en {\displaystyle X^{\prime }}, entonces {\displaystyle B} está acotado en {\displaystyle X.} Además, un subconjunto {\displaystyle S} de {\displaystyle X} está débilmente acotado si y solo si {\displaystyle S^{\circ }} es absorbente en {\displaystyle X^{\prime }.}
- El {\displaystyle A^{\circ \circ }} bipolar de un conjunto {\displaystyle A} es la envolvente convexa {\displaystyle \sigma (X,Y)} de {\displaystyle A\cup \{0\},} que es el conjunto cerrado y convexo {\displaystyle \sigma (X,Y)} más pequeño que contiene tanto a {\displaystyle A} como a {\displaystyle 0.}
  - De manera similar, el cono bidual de un cono {\displaystyle A} es el {\displaystyle \sigma (X,Y)} cerrado de una envolvente cónica de {\displaystyle A.}.[7]
- Si {\displaystyle {\mathcal {B}}} es una base en el origen para un EVT {\displaystyle X}, entonces {\displaystyle X^{\prime }=\bigcup _{B\in \mathbb {B} }\left(B^{\circ }\right).}[8]
- Si {\displaystyle X} es un EVT localmente convexo, entonces las polares (tomadas con respecto a {\displaystyle \left\langle X,X^{\prime }\right\rangle }) de cualquier base entorno de 0 forman una familia fundamental de subconjuntos equicontinuos de {\displaystyle X^{\prime }} (es decir, dado cualquier subconjunto acotado {\displaystyle H} de {\displaystyle X_{\sigma }^{\prime },} existe un entorno {\displaystyle S} del origen en {\displaystyle X} tal que {\displaystyle H\subseteq S^{\circ }}).[6]
  - Por el contrario, si {\displaystyle X} es un EVT localmente convexo, entonces los polares (tomados con respecto a {\displaystyle \langle X,X^{\#}\rangle }) de cualquier familia fundamental de subconjuntos equicontinuos de {\displaystyle X^{\prime }} forman una base en un entorno del origen en {\displaystyle X.}[6]
- Sea {\displaystyle X} un EVT con una topología {\displaystyle \tau .} Entonces, {\displaystyle \tau } es una topología en un EVT localmente convexa si y solo si {\displaystyle \tau } es la topología de convergencia uniforme en los subconjuntos equicontinuos de {\displaystyle X^{\prime }.}[6]

Los dos últimos resultados explican por qué los subconjuntos equicontinuos del espacio dual continuo juegan un papel tan destacado en la teoría moderna del análisis funcional: porque los subconjuntos equicontinuos encapsulan toda la información sobre la topología original del espacio localmente convexo {\displaystyle X}.
Otras relaciones
- {\displaystyle X^{\circ }=X^{|r|}=X^{r}=\{0\}}[6] y {\displaystyle \varnothing ^{\circ }=\varnothing ^{|r|}=\varnothing ^{r}=Y.}
- Para todos los escalares {\displaystyle s\neq 0,} {\displaystyle (sA)^{\circ }={\tfrac {1}{s}}\left(A^{\circ }\right)} y para todos los {\displaystyle t\neq 0,} {\displaystyle (tA)^{|r|}={\tfrac {1}{t}}\left(A^{|r|}\right)} y {\displaystyle (tA)^{r}={\tfrac {1}{t}}\left(A^{r}\right)} reales.
- {\displaystyle A^{\circ \circ \circ }=A^{\circ }.} Sin embargo, para el polar real se tiene que {\displaystyle A^{rrr}\subseteq A^{r}.}[6]
- Para cualquier colección finita de conjuntos {\displaystyle A_{1},\ldots ,A_{n},} :{\displaystyle \left(A_{1}\cap \cdots \cap A_{n}\right)^{\circ }=\left(A_{1}^{\circ }\right)\cup \cdots \cup \left(A_{n}^{\circ }\right).}
- Si {\displaystyle A\subseteq B}, entonces {\displaystyle B^{\circ }\subseteq A^{\circ },} {\displaystyle B^{r}\subseteq A^{r},} y {\displaystyle B^{|r|}\subseteq A^{|r|}.}
  - Un corolario inmediato es que {\displaystyle \bigcup _{i\in I}\left(A_{i}^{\circ }\right)\subseteq \left(\bigcap _{i\in I}A_{i}\right)^{\circ }}. La igualdad necesariamente se cumple cuando {\displaystyle I} es finito y puede no cumplirse si {\displaystyle I} es infinito.
- {\displaystyle \bigcap _{i\in I}\left(A_{i}^{\circ }\right)=\left(\bigcup _{i\in I}A_{i}\right)^{\circ }} y {\displaystyle \bigcap _{i\in I}\left(A_{i}^{r}\right)=\left(\bigcup _{i\in I}A_{i}\right)^{r}.}
- Si {\displaystyle C} es un cono en {\displaystyle X}, entonces {\displaystyle C^{\circ }=\left\{y\in Y:\langle c,y\rangle =0{\text{ para todo }}c\in C\right\}.}[5]
- Si {\displaystyle \left(S_{i}\right)_{i\in I}} es una familia de subconjuntos cerrados {\displaystyle \sigma (X,Y)} de {\displaystyle X} que contienen {\displaystyle 0\in X,} entonces el polar real de {\displaystyle \cap _{i\in I}S_{i}} es el recubrimiento convexo cerrado de {\displaystyle \cup _{i\in I}\left(S_{i}^{r}\right).}[6]
- Si {\displaystyle 0\in A\cap B} entonces {\displaystyle A^{\circ }\cap B^{\circ }\subseteq 2\left[(A+B)^{\circ }\right]\subseteq 2\left(A^{\circ }\cap B^{\circ }\right).}[9]
- Para un cono convexo {\displaystyle C} cerrado en un espacio vectorial real {\displaystyle X,} el cono polar es el polar de {\displaystyle C}; es decir,

{\displaystyle C^{\circ }=\{y\in Y:\sup _{}\langle C,y\rangle \leq 0\},}
donde {\displaystyle \sup _{}\langle C,y\rangle :=\sup _{c\in C}\langle c,y\rangle .}